# Bolstan
Bolstan este o arie protejată (arie specială de conservare — SAC, sit de importanță comunitară — SCI, arie de protecție specială avifaunistică — SPA) din Suedia întinsă pe o suprafață de 50,4 ha, integral pe uscat.

## Localizare
Centrul sitului Bolstan este situat la coordonatele 60°26′21″N 17°38′23″E / 60.4391°N 17.6397°E.

## Înființare
Situl Bolstan a fost declarat sit de importanță comunitară în iunie 2001 pentru a proteja 2 specii de plante și 4 specii de animale. Alte tipuri de protecție:
- arie de protecție specială avifaunistică (în iunie 2001)[2]
- arie specială de conservare (în martie 2011)[1][3][4]

## Biodiversitate
Situată în ecoregiunea boreală, aria protejată conține 4 habitate naturale: Mlaștini turboase de tranziție și turbării mișcătoare, Mlaștini împădurite, Păduri fino-scandinave bogate în ierburi cu Picea abies, Taiga vestică.
La baza desemnării sitului se află mai multe specii protejate:
- plante (2): Buxbaumia viridis, Hamatocaulis vernicosus
- păsări (4): cocoșul de mesteacăn (Bonasa bonasia), ciocănitoare neagră (Dryocopus martius), ciuvică (Glaucidium passerinum),  cocoș de munte (Tetrao urogallus)